# Ill Niño
Ill Niño (укр. «Іл ніньйо») — американський метал-гурт зі штату Нью-Джерсі, заснований у 1998 році. Більшість учасників гурту походять із Південної Америки, наслідком чого є поєднання у музиці традиційного важкого металу та латинських ритмів, іспанської та англомовної лірики. Гурт продав більше мільйона дисків по всьому світу.

## Історія
Ill Niño створено 1998, того ж року вийшов їхній демонстраційний мініальбом з Хорхе Росадо як вокалістом та Крістіаном Мачадо як бас-гітаристом. Мініальбом, як і сам гурт, мав назву El Niño, на честь урагану. У 1999 Росадо пішов із гурту, а його місце посів Крістіан. Саме 1999 рік вважають датою офіційного заснування гурту. Незабаром El Niño довелося змінити свою назву на Ill Niño через те, що попереднє найменування вже використовував інший гурт. У 2000 гурт випустив ще один демонстраційний мініальбом і підписав контракт із Roadrunner Records.
Дебютний альбом Ill Niño під назвою Revolution Revolución вийшов 18 вересня 2001 року. На підтримку альбому гурт узяв участь у Ozzfest та Jagermeister Music Tour у 2002. На початку 2003 гітарист Марк Ріццо та перкусіоніст Роджер Васкес покинули гурт через особисті конфлікти. Ріццо ще брав участь у записі нового альбому, а місце перкусіоніста зайняв Денні Коуто. Перед виходом альбому Confession до гурту приєднався гітарист Айрю Люстер, колишній учасник Machine Head.
Другий альбом колективу — Confession вийшов 30 вересня 2003 та одразу піднявся на 37-му сходинку рейтингу Billboard 200. Сингл «How Can I Live» з цього альбому, який було використано як саундтрек до фільму Freddy vs. Jason, пробився у Billboard Hot 100 та зайняв 26-е місце у Mainstream Rock Tracks. Було продано понад сто тисяч копій альбому на території США. Тому часто саме Confession вважають найкращим альбомом Ill Niño.
Третій альбом гурту One Nation Underground було випущено 27 вересня 2005 року. Він зайняв 101-у позицію у рейтингу Billboard 200 та продавався так само добре як і його попедник Confession. 15 липня 2006 року гурт оголосив про завершення співпраці з лейблом Roadrunner Records.
Через 9 днів гурт підписав контракт з новоствореною студією Cement Shoes Records. Водночас з невідомих причин колектив покинув гітарист Хардель Пайсанте, якого замінив Дієго Вердуско.
29 вересня 2006 року Roadrunner Records випустив збіркуThe Best of Ill Niño, до якої увійшли 13 пісень з попередніх 3 альбомів.
7 листопада 2006 вийшов мініальбом The Under Cover Sessions, який складався з 5 пісень. Три з них були кавер-версіями: Faith No More «Zombie Eaters», Nirvana «Territorial Pissings» та «Red Rain» Пітера Гебріела, а інші дві — «Arrastra» та «Reservation for Two» — новими піснями. У перший тиждень після виходу синглу було продано 1300 копій.
Вихід четвертого повноцінного альбому гурту (Enigma) кілька разів відкладався та нарешті відбувся 11 березня 2008. На підтримку цього альбому було влаштовано великий тур Європою, Північною та Південною Америками. У січні 2009 гурт розійшовся з лейблом Cement Shoes Records.
Під час вимушеного простою гурту Дейв Чаваррі керував власною компанією C.I.A. Management (яка, зокрема, веде справи Ill Niño) та продюсував гурти Exilia та May The Silence Fail. Крістіан Мачадо та Лазаро Піно займалися продюсуванням у своїй студії Sound Wars Studios. Айрю Люстер також продюсував артистів у компанії Illustrious Productions в Колорадо. Дієго Вердуско відкрив салон татуювань Artifact Tattoo у Каліфорнії.
У березні 2010 гурт оголосив про підписання контракту з Victory Records, а також, що у квітні розпочнеться студійна робота на новим альбомом Dead New World. Вже в жовтні цього ж року відбувся реліз повноцінного альбому.

## Склад
- Крістіан Мачадо — вокал (з 2000), бас-гітара (1998—2000)
- Дієго Вердуско — ритм-гітара (з 2006)
- Айрю Люстер — соло-гітара (з 2003)
- Ласаро Піна — бас-гітара (з 2000)
- Дейв Чаваррі — ударні (з 1998)
- Даніель Коуто — перкусія (з 2003)

### Колишні учасники
- Хорхе Росадо — вокал (1998—2000)
- Марк Ріццо — соло-гітара (1998—2003)
- Роджер Васкес — перкусія (2000—2003)
- Хардель Мартін Пайсанте — ритм-гітара (1999—2006)
- Даніель Гомес — ритм-гітара (1998—1999)

### Запрошені музиканти
- DJ Pookie — клавішні/мікшер/електроніка на EP Ill Niño
- Омар Клавіхо — клавішні/мікшер/електроніка на всіх студійних альбомах гурту та під час туру 2003—2004
- Макс Айлідж — вокал на «Have You Ever Felt?»
- Чіно Морено — вокал на «Zombie Eaters»
- Майкі Долінг — гітара на «Two (Vaya Con Dios)»
- Джеймі Джаста — вокал на «Turns to Gray»

## Дискографія

### Альбоми
- Ill Niño EP (2000)
- Revolution Revolución (2001)
- Confession (2003)
- One Nation Underground (2005)
- The Best Of (2006)
- the Under Cover Sessions (міні-альбом, 2006)
- Demo Sessions (2008)
- Enigma (2008)
- Dead New World (2010)
- Till Death, La Familia (2014)

### Збірки, концертні записи
- Live From the Eye of the Storm (DVD, 2004)
- the Best of Ill Nino (2006)

### Сингли
- What Comes Around (2002)
- How Can I Live (2003)
- This Time's For Real (2004)
- What You Deserve (2005)
- This Is War (2006)
- Alibi of Tyrants (2007)
- Scarred (My Prison) (2010)

### Відеокліпи
- God save us
- What Comes Around
- Unreal
- How Can I Live
- This Time's For Real
- This is War
- What You Deserve
- The Alibi Of Tyrants
- Bleed Like You
- Against the Wall
- Forgive Me Father
- Not Alive In My Nightmare
- Live Like There's No Tomorrow
- I'm Not the Enemy

### Саундтреки
- What Comes Around (Day of the Dead Mix) — Обитель зла
- How Can I Live — Фредді проти Джейсона
- I'll Find A Way — Печера